# Euless (Texas)
Euless es una ciudad ubicada en el condado de Tarrant en el estado estadounidense de Texas. En el Censo de 2010 tenía una población de 51.277 habitantes y una densidad poblacional de 1.215,28 personas por km².

## Geografía
Euless se encuentra ubicada en las coordenadas 32°50′58″N 97°4′43″O / 32.84944, -97.07861. Según la Oficina del Censo de los Estados Unidos, Euless tiene una superficie total de 42.19 km², de la cual 41.99 km² corresponden a tierra firme y (0.48%) 0.2 km² es agua.

## Demografía
Según el censo de 2010, había 51.277 personas residiendo en Euless. La densidad de población era de 1.215,28 hab./km². De los 51.277 habitantes, Euless estaba compuesto por el 65.98% blancos, el 10.72% eran afroamericanos, el 0.64% eran amerindios, el 10.34% eran asiáticos, el 2.15% eran isleños del Pacífico, el 6.5% eran de otras razas y el 3.67% pertenecían a dos o más razas. Del total de la población el 18.95% eran hispanos o latinos de cualquier raza.